# Biểu tình Israel 2023
Các cuộc biểu tình về cải cách tư pháp Israel năm 2023 là một loạt các cuộc biểu tình trên đường phố ở Israel bắt đầu vào đầu năm 2023. Các cuộc biểu tình đều phản đối về cải cách tư pháp do chính phủ của thủ tướng vừa tái đắc cử Benjamin Netanyahu đề xuất. Các cuộc biểu tình trên đường phố đã bắt đầu diễn ra vào tối thứ Bảy, tại Tel Aviv và các thành phố khác, bắt đầu từ ngày 7 tháng 1, cũng như ở nhiều địa điểm khác nhau vào các ngày trong tuần được chọn để biểu tình.
Ngoài những cuộc phản đối này, đã có nhiều sự phản ứng khác, cả trong nước lẫn quốc tế, đối với các cải cách được đề xuất.

## Bối cảnh
Kể từ cuộc khủng hoảng chính trị bắt đầu vào năm 2018, nhiều cuộc bầu cử chớp nhoáng đã được tổ chức sau những nỗ lực thành lập liên minh cầm quyền không thành công. Cuộc bầu cử năm 2021 là cuộc bầu cử đầu tiên dẫn đến việc thành lập chính phủ thành công. Liên minh đương nhiệm chiếm đa số ghế đã phải sụp đổ vào tháng 6 năm 2022 sau khi một thành viên đã bắt đầu đào tẩu. Trong cuộc bầu cử lập pháp chớp nhoáng diễn ra ngay sau đó, chính phủ đương nhiệm do Yair Lapid lãnh đạo đã bị đánh bại bởi liên minh các đảng cánh hữu do cựu thủ tướng Benjamin Netanyahu lãnh đạo, người đã thành lập nên chính phủ mới, ông đã nhậm chức vào ngày 29 tháng 12 năm 2022.
Vào ngày 4 tháng 1 năm 2023, Bộ trưởng bộ Tư pháp mới được bổ nhiệm là Yariv Levin đã công bố về kế hoạch cải cách tư pháp của Israel, bao gồm các hạn chế quyền lực của Tòa án Tối cao và của các ủy viên hội đồng pháp lý từ chính phủ, đồng thời trao cho liên minh cầm quyền đa số trong ủy ban bổ nhiệm thẩm phán. Ngay sau thông báo này, một số tổ chức, bao gồm cả Bộ trưởng Tội phạm và Omdim Beyachad, đã thông báo về ý định tổ chức các cuộc biểu tình ở Tel Aviv vào ngày 7 tháng 1.

## Diễn biến

### Tháng 1

#### 7 tháng 1
Một cuộc biểu tình có khoảng 20.000 người tham gia đã diễn ra tại Quảng trường Habima ở Tel Aviv vào ngày 7 tháng 1 năm 2023, với Ayman Odeh xuất hiện với một người khách mời. Một cuộc biểu tình nhỏ hơn cũng đã diễn ra tại Haifa với sự tham gia của 200 người.

#### 14 tháng 1
Một cuộc biểu tình thứ hai đã được tổ chức tại Quảng trường Habima một tuần sau cuộc biểu tình đầu tiên. Khoảng 80.000 người đã tham gia cuộc biểu tình, trong khi các cuộc biểu tình nhỏ hơn vẫn diễn ra ở Haifa và Jerusalem, với số lượng lần lượt là 2.500 và 3.000 người tham dự.

#### 21 tháng 1
Một cuộc biểu tình khác ngay sau đó đã diễn ra tại khu phố Kaplan nằm tại trung tâm Tel Aviv. Cảnh sát Israel ước tính rằng đã có hơn 100.000 người tham gia vụ biểu tình, với các cuộc biểu tình nhỏ hơn diễn ra ở các thành phố như Haifa, Jerusalem và Be'ersheba.

#### 28 tháng 1

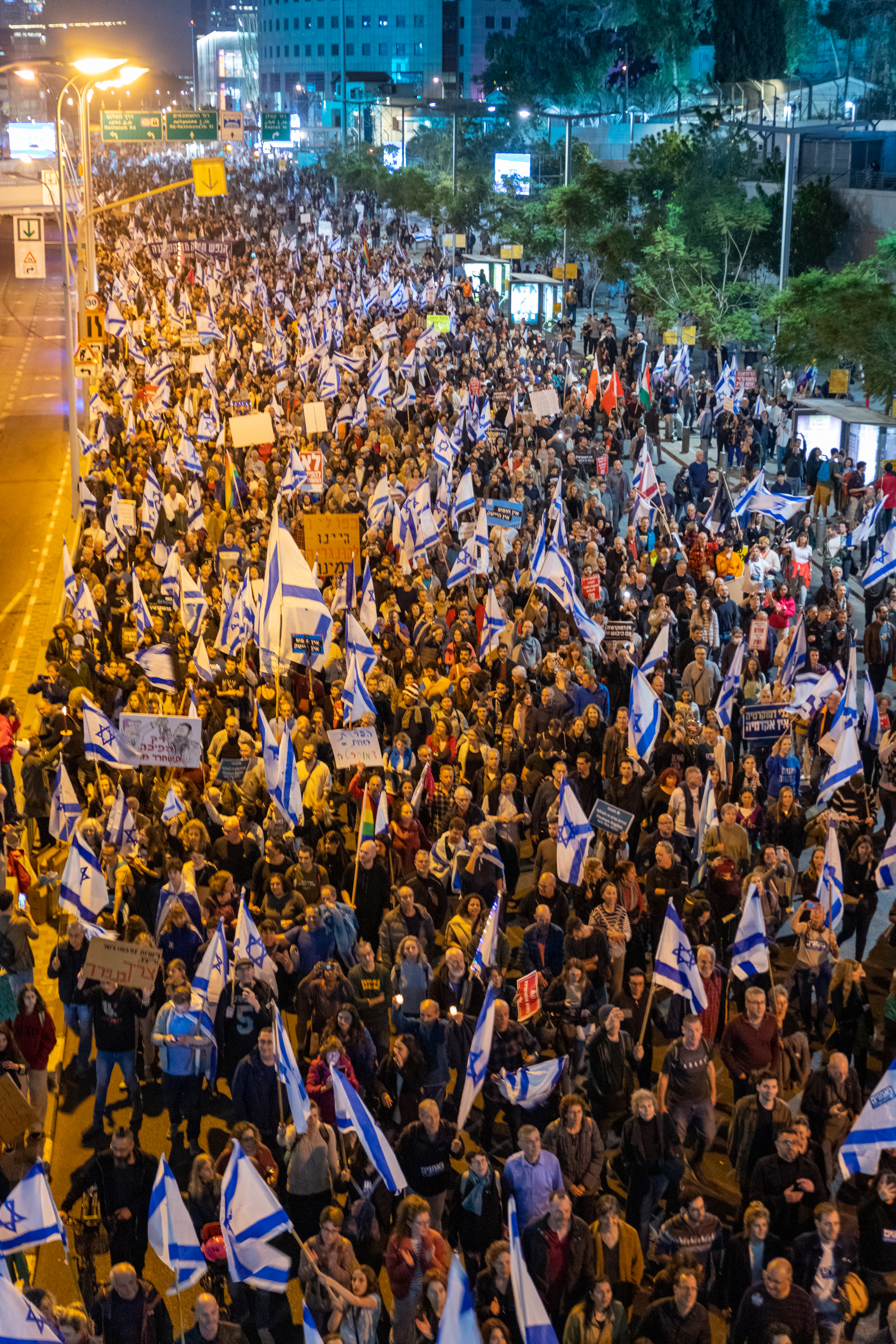
Biểu tình trên đường Begin ở Tel Aviv, ngày 28 tháng 1 năm 2023

Một cuộc biểu tình thứ tư cũng đã diễn ra vào ngày 28 tháng 1 tại Phố Kaplan. Số lượng người biểu tình ở Tel Aviv đã giảm trong khi số lượng của họ ở Haifa và Jerusalem lại bắt đầu tăng lên. Vào khoảng thời gian này, các cuộc biểu tình đã bắt đầu thu hút sự chú ý của quốc tế khi Ngoại trưởng Hoa Kỳ Anthony Blinken đã đến thăm Israel và nói chuyện với Netanyahu về vấn đề cải cách tư pháp.

### Tháng 2

#### 4 tháng 2
Cuộc biểu tình thứ năm đã diễn ra tại khu phố Kaplan. Haaretz đã ước tính rằng, hơn 60.000 người đã tham dự các cuộc biểu tình trên toàn quốc, trong khi ước tính của tờ The Jerusalem Post đưa ra rằng có hơn 100.000 người biểu tình chỉ riêng tại Tel Aviv. Các cuộc biểu tình đã xảy ra trên khắp đất nước với các cuộc biểu tình diễn ra ở các thành phố như Rishon LeZion, Ness Ziona và Herzliya.

#### 11 tháng 2
Cuộc biểu tình thứ sáu đã diễn ra tại phố Kaplan một lần nữa, đây cũng là ngày mà cựu Ngoại trưởng Tzipi Livni xuất hiện với tư cách là khách mời. Haaretz đã ước tính đã có hơn 50.000 người biểu tình, cùng với 30.000 người tham gia các cuộc biểu tình khác trên khắp đất nước, bao gồm những nơi như Kfar Saba, Jerusalem và Haifa. Nhưng các nhà tổ chức đã ước tính rằng, hơn 150.000 người đã tham dự cuộc biểu tình tại Kaplan.

#### 13 tháng 2

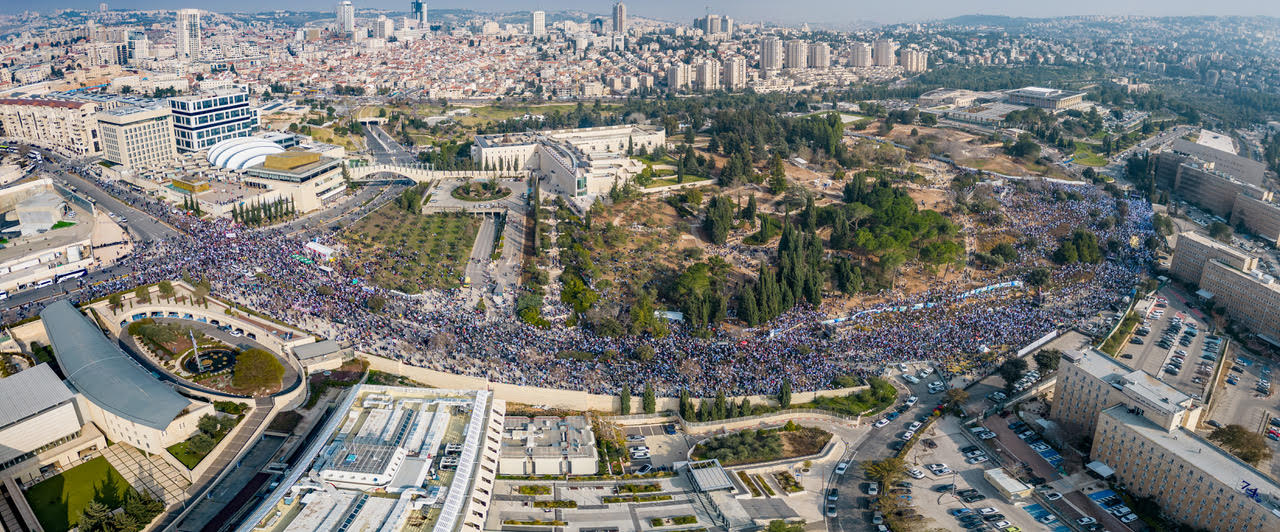
Những người biểu tình đang bao vây Tòa án Tối cao Jerusalem, ngày 13 tháng 2 năm 2023

Vào ngày 8 tháng 2, Chủ tịch ủy ban Hiến pháp, Luật pháp và Tư pháp Knesset, Simcha Rothman, tuyên bố sẽ bỏ phiếu về việc đề cập đến một số cải cách đối với Hội nghị toàn thể Knesset, bao gồm một đạo luật trao cho liên minh đa số trong ủy ban bổ nhiệm tư pháp, vao ngày 13 tháng 2. Hôm trước, một số nhà lãnh đạo trong cuộc biểu tình, bao gồm cựu Tổng tham mưu trưởng Moshe Ya'alon và Phong trào Chính phủ Chất lượng Israel, đã tuyên bố ý định tổ chức một cuộc tổng đình công và biểu tình bên ngoài tòa nhà Knesset vào cùng ngày, được cho chính là ngày bỏ phiếu trước khi thông báo được đưa ra.
Hơn 100.000 người đã tụ tập để biểu tình ở Jerusalem vào ngày 13 tháng 2, trong khi các cá nhân trong một số ngành công nghiệp, bao gồm cả bác sĩ và công nhân công nghệ, đình công. Ngày hôm đó, ủy ban Hiến pháp đã bỏ phiếu với tỷ lệ 9–7 ủng hộ các cải cách.

#### 18 tháng 2
Vào ngày 18 tháng 2, những người biểu tình đã bắt đầu đình công ở các con phố tại Tel Aviv và các thành phố khác xung quanh Israel, đánh dấu tuần biểu tình vào cuối tuần lần thứ bảy kể từ khi các cuộc cải cách tư pháp được đưa ra. Các nhà tổ chức đã tuyên bố rằng, khoảng một phần tư triệu người Israel đã tham gia các cuộc biểu tình tại hơn 60 địa điểm trên khắp đất nước, bao gồm khoảng 135.000 người đã tham gia cuộc biểu tình từ Trung tâm Dizengoff đến khu Phố Kaplan tại Tel Aviv.
Những người tổ chức cuộc biểu tình ở trung tâm Tel Aviv đã thuyết trình một bài phát biểu từ năm 2012 của Benjamin Netanyahu, trong đó Thủ tướng bày tỏ niềm tin của ông vào một nền tư pháp mạnh mẽ và có ý định bảo vệ nền độc lập của các Tòa án Israel.

#### 20 tháng 2

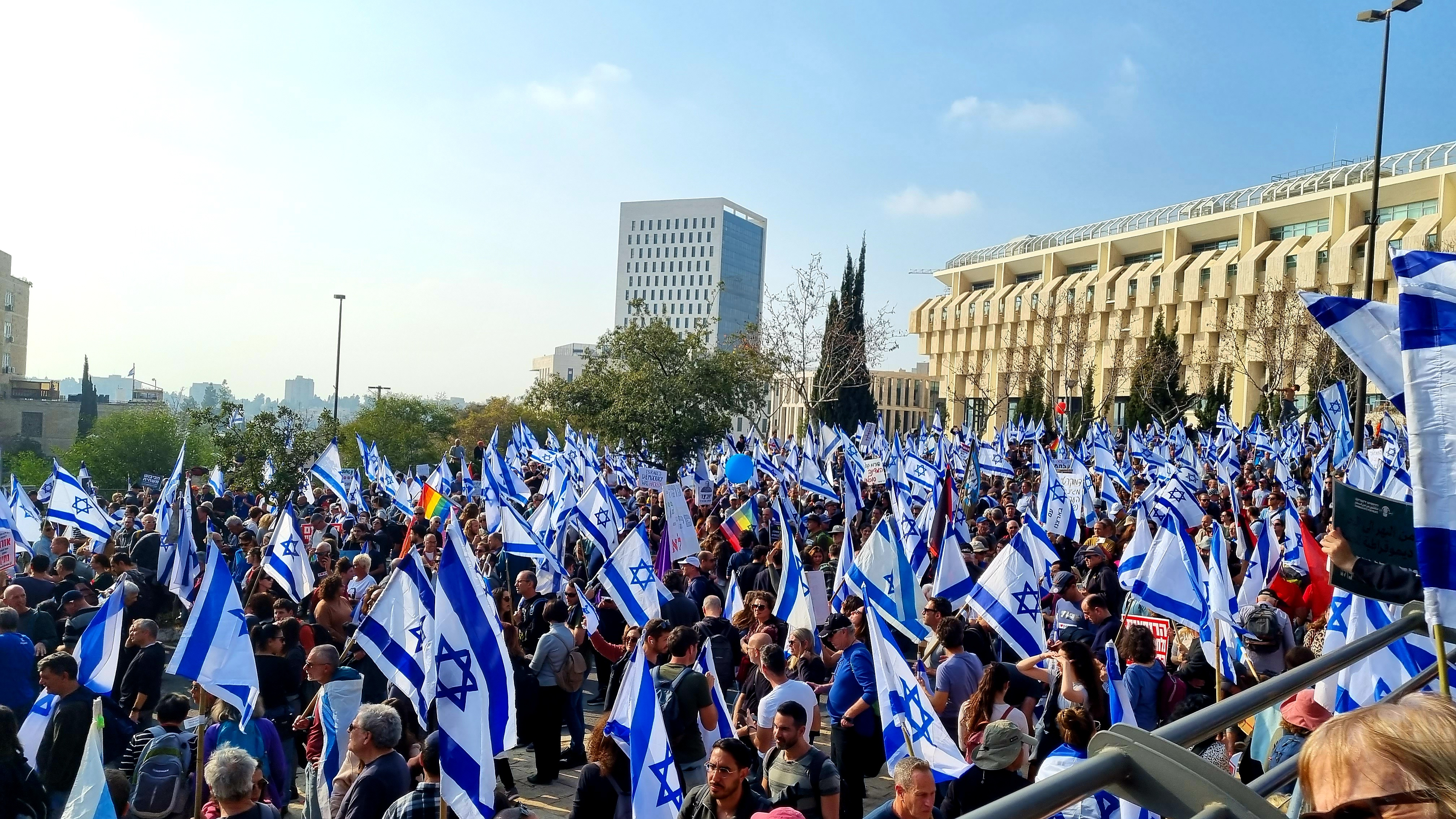
Biểu tình gần Knesset ở Jerusalem, ngày 20 tháng 2 năm 2023

Vào ngày 20 tháng 2, có khoảng hơn 100.000 người đã tập trung bên ngoài Knesset ở Jerusalem để phản đối "một cuộc bỏ phiếu toàn thể ban đầu về các dự luật sẽ trao cho các chính trị gia về quyền kiểm soát việc bổ nhiệm vào tòa án tối cao Israel và hạn chế các khả năng nhằm lật đổ bộ luật của họ". Những người biểu tình đã chặn các đường cao tốc quan trọng và ngăn một số quan chức rời khỏi nơi cư trú của họ. Ông Netanyahu đã chỉ trích các ban lãnh đạo phong trào vì "đe dọa chúng tôi bằng nội chiến và đổ máu trên đường phố" tại một cuộc họp với các nhà lập pháp từ đảng Likud.

#### 25 tháng 2

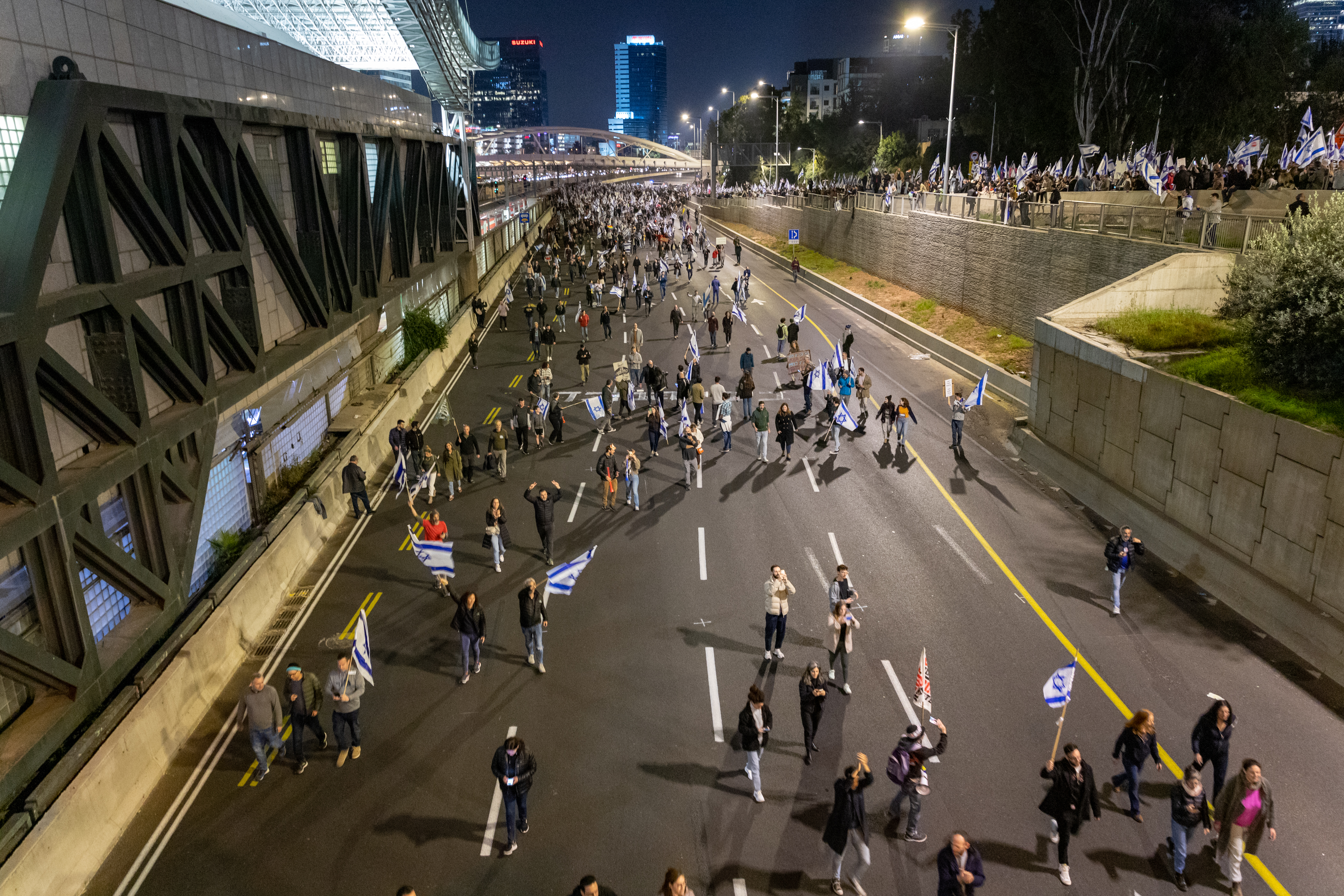
Người biểu tình đang chặn đường cao tốc Ayalon ở Tel Aviv, ngày 25 tháng 2 năm 2023

Các cuộc biểu tình vẫn tiếp tục diễn ra trên khắp đất nước. Có khoảng hơn 160.000 người biểu tình ở Tel Aviv (theo đài Channel 13), 30.000 người ở Haifa (theo cảnh sát), và khoảng hơn 5.000 người ở Ra'anana (theo tờ Haaretz).
Tại Tel Aviv, cuộc biểu tình đã bắt đầu bằng màn trình diễn của hơn 150 thành viên đến từ nhóm phụ nữ Bonot Alternativa ("Xây dựng giải pháp thay thế"), mặc bộ trang phục màu đỏ và trắng giống như trang phục của những người hầu gái trong bộ phim truyền hình The Handdess's Tale. Nhóm xuất hiện để phản đối một số thay đổi pháp lý được đề xuất mà họ tin rằng nó sẽ làm tổn thương phụ nữ.
Nhà kinh tế học Jacob Frenkel, cựu thống đốc Ngân hàng Trung ương Israel, và cả Elyakim Rubinstein, cựu Phó Chủ tịch Tòa án Tối cao Israel cũng đã tham gia cuộc biểu tình.

### Tháng 3

#### 1 tháng 3

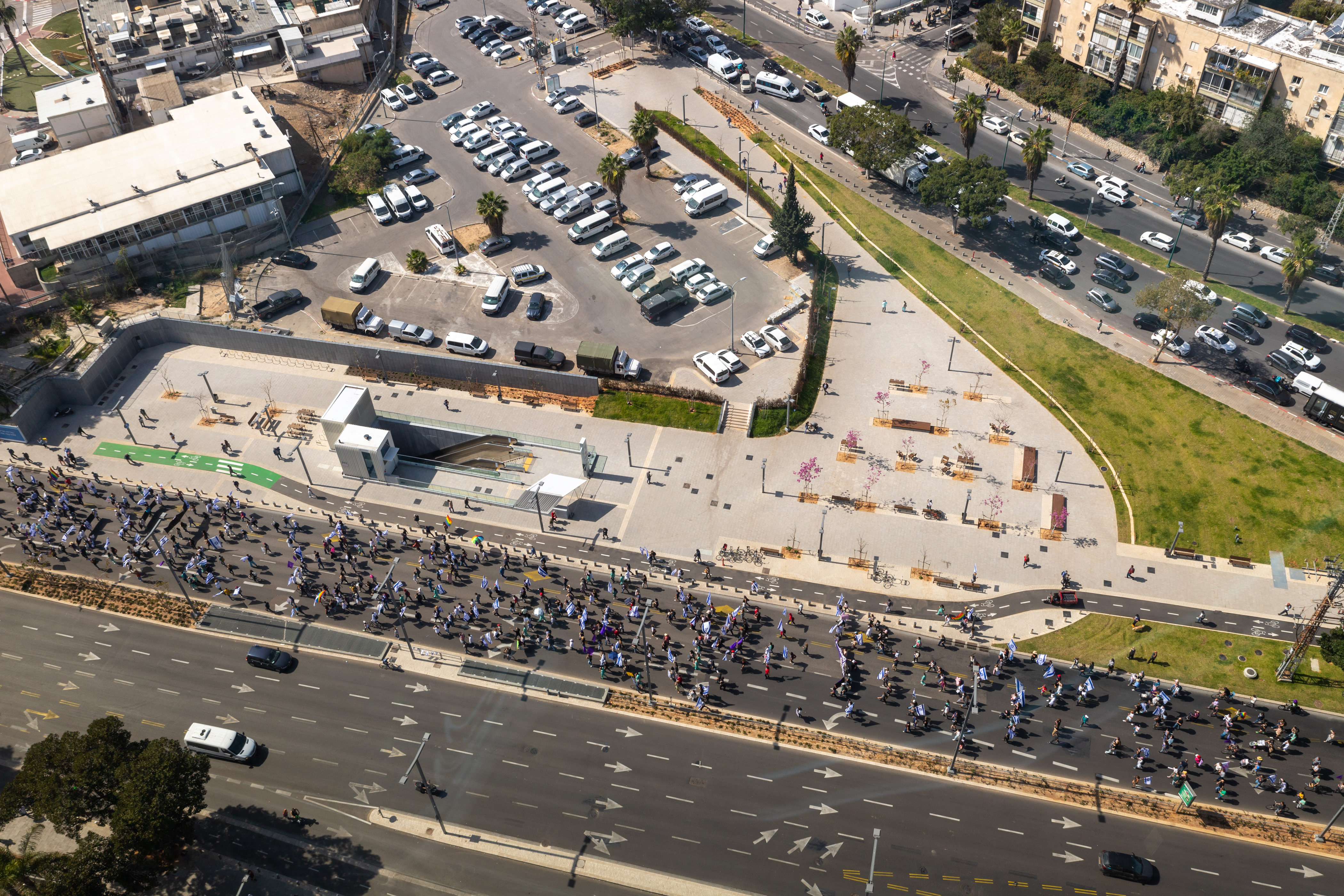
Dòng người đang biểu tình dọc theo đại lộ Begin, Tel Aviv, ngày 1 tháng 3 năm 2023

Ngày 1 tháng 3 đã được chỉ định là 'ngày hỗn loạn quốc gia'. Những người biểu tình đang cố gắng chặn các đường cao tốc Ayalon ở Tel Aviv, nhưng cảnh sát đã bắt đầu sử dụng lựu đạn gây choáng, cảnh sát điều khiển và dùng cả vòi nước để chống lại những người biểu tình và bắt giữ một số người. Ông Netanyahu và Bộ trưởng bộ An ninh Quốc gia Itamar Ben-Gvir đều nói rằng, tất cả những người biểu tình chặn đường đều là những kẻ vô chính phủ và nên bị bắt giữ. Cuối buổi tối ngày hôm đó, vợ của Thủ tướng, Sara Netanyahu, đã được phát hiện tại một tiệm làm tóc ở Tel Aviv. Những người biểu tình đã đứng ở bên ngoài tiệm trong vòng ba giờ trong khi cảnh sát đã được điều động để bảo vệ lối vào. Sau ba giờ, vợ của Netanyahu đã được cảnh sát hộ tống ra ngoài.

#### 4 tháng 3

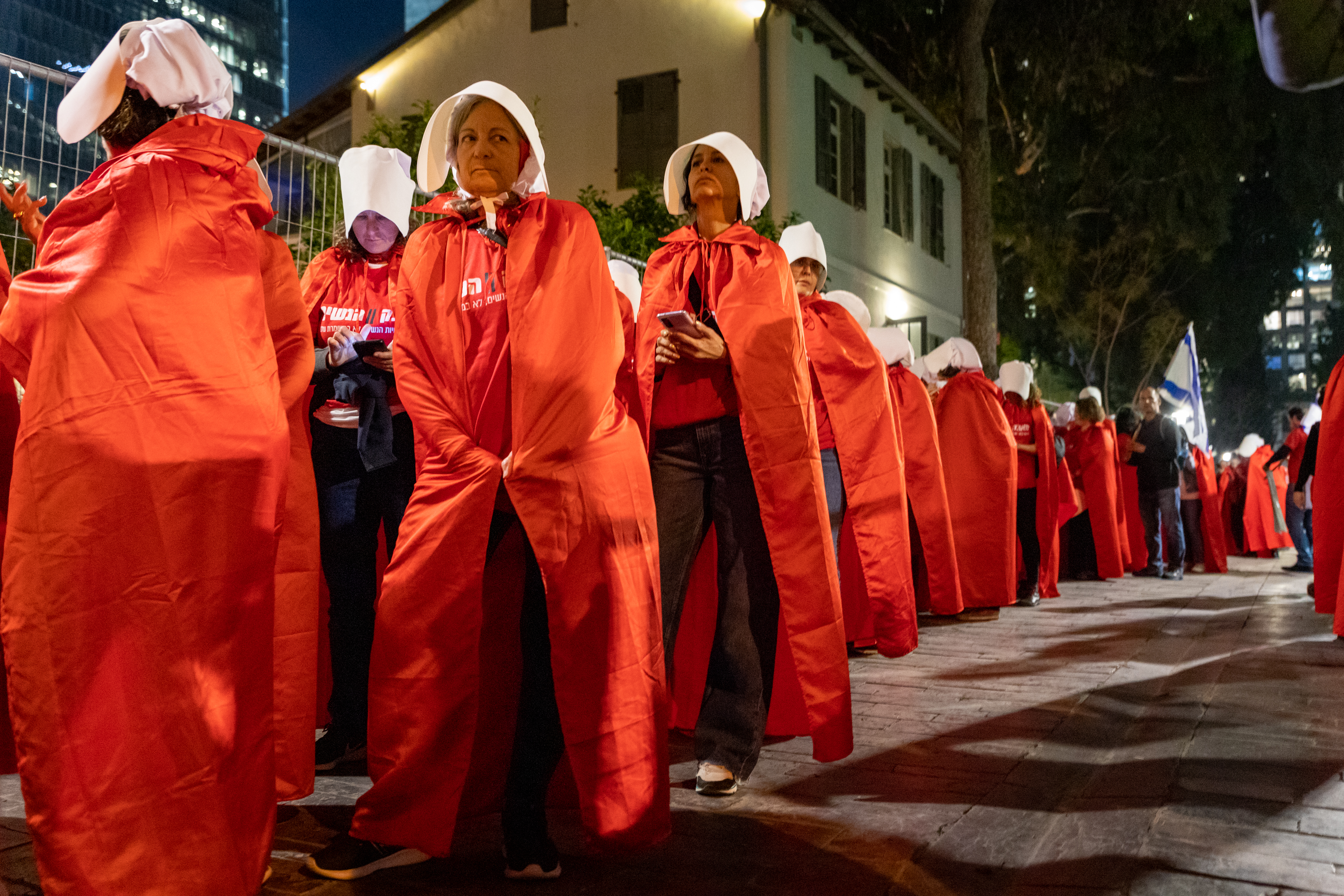
Những người biểu tình ăn mặc giống như những người hầu gái trong bộ phim truyền hình The Handdess's Tale, Tel Aviv, ngày 4 tháng 3 năm 2023

Các cuộc biểu tình đã diễn ra tại Ashkelon, Arad, Bat Yam, Beersheba, Haifa, Herzliya, Holon, Jerusalem, Kiryat Ono, Kiryat Shmona, Ra'anana, Tel Aviv và những khu vực khác. Channel 12 đã ước tính rằng, khoảng hơn 160.000 người đã tham gia các cuộc biểu tình chỉ riêng tại Tel Aviv.
Bộ trưởng An ninh Quốc gia Itamar Ben-Gvir đã phát biểu với báo chí từ trụ sở cảnh sát ở Tel Aviv, nói rằng ông không có ý định xin lỗi bất kỳ ai, "càng không có ý định đối với những kẻ vô chính phủ đang tìm cách đốt cháy Nhà nước tại Tel Aviv".
Nhiều nhà lập pháp đối lập đã tham dự các cuộc biểu tình. Lãnh đạo phe Đối lập Yair Lapid đã tham dự cuộc biểu tình ở Herzliya, lãnh đạo đảng đối lập Yisrael Beiteinu Avigdor Lieberman đã phát biểu ở Ashdod và lãnh đạo Đảng Thống nhất Quốc gia Benny Gantz đã phát biểu tại Beersheba. Ngoài ra, Cựu Bộ trưởng Bộ Giáo dục và thành viên Likud Limor Livnat cũng đã phát biểu trong cuộc biểu tình ở Tel Aviv.
Phát biểu trước những người biểu tình ở Ra'anana, Moshe Ya'alon đã nói rằng Netanyahu đã mất liên lạc với thực tại. Tzipi Livni đã bày tỏ sự ủng hộ đối với các cuộc biểu tình, nói rằng chúng là cuộc biểu tình quan trọng nhất mà cô từng tham dự. Một diễn giả khác tại sự kiện ở Ra'anana là cựu Ủy viên Cảnh sát Roni Alsheich.
Một tấm biểu ngữ lớn được những người biểu tình ở Tel Aviv mang theo có hình ảnh của Bộ trưởng Tài chính Bezalel Smotrich và Bộ trưởng bộ An ninh Quốc gia Itamar Ben-Gvir, với dòng chữ "Yesterday Huwara, tomorrow Israel" (Huwara hôm qua, Israel ngày mai), với khung nền phía sau là một bức ảnh trong cuộc xung đột Israel và Palestine.

#### 8 tháng 3
Hơn 25.000 người phụ nữ đã mặc những trang phục màu đỏ rồi tạo thành một chuỗi người tại 70 địa điểm trên khắp Israel, kết hợp cùng lễ kỷ niệm Ngày Quốc tế Phụ nữ với những làn sóng biểu tình phản đối về cải cách tư pháp của chính phủ. Sự kiện này đã được tổ chức bởi tổ chức Building an Alternative, tổ chức phụ nữ cấp cơ sở và cũng là tổ chức đằng sau các cuộc biểu tình Handless's Tales. Khi thông báo về các sự kiện này trước đó, họ tuyên bố rằng phụ nữ Israel đang "vẽ ranh giới đỏ" khi vi phạm quyền của phụ nữ.

#### 9 tháng 3
Quy mô của cuộc biểu tình đã trở nên phổ biến dẫn đến phong trào được gọi là 'ngày toàn quốc kháng chiến'. Những người biểu tình đã phong tỏa các tuyến đường bộ và cá đường hàng hải, bao gồm một trong những đường cao tốc chính của đất nước, Ayalon, kết nối tất cả các tuyến giao thông chính dẫn đến Tel Aviv. Các đoàn xe chật cứng đường cao tốc từ Tel Aviv đến Jerusalem và đổ về nhà ga chính của Sân bay Ben Gurion. Cuộc biểu tình tại sân bay đã diễn ra vài giờ trước khi ông Netanyahu bay tới Rome để gặp Thủ tướng Ý Giorgia Meloni.

#### 11 tháng 3
Cuộc biểu tình đã được ghi nhận là cuộc biểu tình lớn nhất trong lịch sử Israel khi hơn 500.000 người biểu tình ở nhiều thành phố khác nhau trên cả nước.

#### 16 tháng 3
Hàng chục nghìn người Israel đã tham gia các cuộc biểu tình trên khắp đất nước. Các cựu chiến binh hải quân, trên những chiếc thuyền đã chặn những tuyến đường biển thương mại đi đến cảng Haifa. Ở vùng ngoại ô của thành phố Tel Aviv, những người biểu tình đã tạo ra các khu vực tách biệt tạm thời dành cho nam giới và phụ nữ tại các bến xe buýt, như một lời cảnh báo về "điều gì đang chờ đợi họ ở phía góc đường".

#### 18 tháng 3
Hơn 260.000 người biểu tình đã xuống đường ở các thành phố lớn của Israel, bao gồm 175.000 ở Tel Aviv, 20.000 ở Haifa và 18.000 ở Kfar Saba.

#### 20 tháng 3
15 người đã lập nên một khu trại trước văn phòng Thủ tướng để bắt đầu cuộc biểu tình tuyệt thực.

#### 21 tháng 3
Khoảng hơn 250 người Israel đã tập trung thành một đám đông biểu tình tại thành phố Haifa, vẫn với một mục đích là để phản đối kế hoạch của chính phủ nhằm thay đổi hoàn toàn hệ thống tư pháp Israel, bên ngoài hội nghị còn có sự tham dự từ một số thành viên chủ chốt của liên minh, bao gồm Nir Barkat, Miri Regev và Idit Silman.
Các sinh viên của Đại học Haifa đã biểu tình ở bên ngoài hội nghị mà Bộ trưởng bộ Ngoại giao Amichai Chikli đã dự kiến sẽ phát biểu trước đám đông.
Rất nhiều các bậc phụ huynh và cả nhà giáo dục đã biểu tình ở bên ngoài hội nghị của Bộ Giáo dục tại thành phố Tel Aviv. Những người biểu tình khác đã cố gắng chặn Đường đại lộ Rokach, một con đường chính khác ở phía bắc Tel Aviv.

#### 22 tháng 3
Hàng trăm người biểu tình từ phong trào phản đối dự bị, đã vẫy lá cờ quốc kỳ của Israel và lá cờ quốc kỳ của Lữ đoàn lính dù (Paratroopers Brigade) đã chặn một con đường chính ở Tel Aviv hướng ra bên ngoài của một sự kiện mà Bộ trưởng bộ Tập thể Yitzchak Goldknopf , Bộ trưởng bộ Giao thông vận tải Miri Regev và Thủ tướng Benjamin Netanyahu sẽ phát biểu. Thủ tướng sau đó đã rút lui khỏi sự kiện và Bộ trưởng Goldknopf đã buộc phải rời khỏi sân khấu với lý do COVID-19.

#### 23 tháng 3
Vào đầu ngày 23 tháng 3, hàng nghìn người dân Israel đã biểu tình qua thành phố Bnei Brak theo chủ nghĩa Chính thống giáo cực đoan, họ đã mang theo một số mô hình khổng lồ của bản Tuyên ngôn Độc lập cho Israel. Hàng nghìn người dân đã xuống đường ở các thị trấn khác trên khắp Israel. Những người dự bị thì đang biểu tìnhở bên ngoài ngôi nhà của lãnh đạo đảng Shas Aryeh Deri và Bộ trưởng Giáo dục Yoav Kisch.
Hàng trăm các nhân viên và những người đã hưu trí của công ty Rafael Advanced Defense Systems đã biểu tình ở khu vực bên ngoài nhà máy của công ty, họ đã mang theo các tấm biểu ngữ như "Không có dân chủ thì không có an ninh", và "Đây chính là Chiến tranh giành độc lập lần thứ 2" và "Chúng tôi sẽ là Mái vòm sắt của Israel".
Khoảng hơn 1.500 các cụ bà người Israel, họ đã tự gọi mình là "Những cụ bà vì dân chủ", và đã tập trung tại thành phố Tel Aviv để lên tiếng biểu tình và phản đối kế hoạch về việc thay đổi tư pháp của chính phủ. Một trong những cụ bà từng tham gia đã giải thích rằng: "Những tình trạng này hầu hết đều dựa trên thực tế, đó là khi mà tất cả chúng ta đều làm việc rất chăm chỉ và đều có được những hàng hóa công cộng và một nền kinh tế tốt. Nhưng bây giờ thì lại có một nhóm người nào đó muốn vắt sữa bò cho đến chết và vắt chanh cho đến khi không còn gì, chúng tôi sẽ không cho phép tình trạng đó xảy ra".

#### 25 tháng 3
Theo các nhà tổ chức, đã có hơn 630.000 người đã tham gia các cuộc biểu tình chỉ trong ngày 25 tháng 3, đây được coi là cuộc biểu tình lớn nhất trong lịch sử Israel. Các thành phố như Tel Aviv, Haifa, Beersheba và Jerusalem đã chứng kiến con số cử tri đã đi bỏ phiếu lớn nhất kể từ khi các cuộc biểu tình bắt đầu, trong số đó đã có hơn 300.000 người tại Tel Aviv. Hơn 70.000 người biểu tình ở Haifa và hàng chục nghìn người ở các khu vực bao gồm Ashdod, Beersheba, Or Akiva và Ra'anana. Hàng trăm người dân đã tụ tập và biểu tình gần thành phố Kiryat Shmona và ở Rehovot. Hàng trăm người biểu tình khác cũng tụ tập ở gần ngôi làng Nahalal.
Cùng ngày hôm đó, Bộ trưởng Quốc phòng Israel Yoav Gallant đã kêu gọi chính phủ nên tạm dừng và loại bỏ cho cuộc đại tu tư pháp. Ông nói rằng, "sự rạn nứt xã hội đang ngày càng lớn dần và sự rạn nứt đó đã len lỏi vào trong [quân đội] và các cơ quan an ninh của Israel. Ông cho rằng đó là một mối đe dọa vô cùng rõ ràng, trực tiếp và hữu hình đối với an ninh của Israel". Gallant sau đó cũng đã kêu gọi chính phủ tạm dừng trước khi các nhà lập pháp bắt đầu bỏ phiếu vào tuần sau về một phần trọng tâm trong các đề xuất của chính phủ. Gallant đã bị Netanyahu cách chức ngay lập tức vào ngày hôm sau.

#### 26 tháng 3

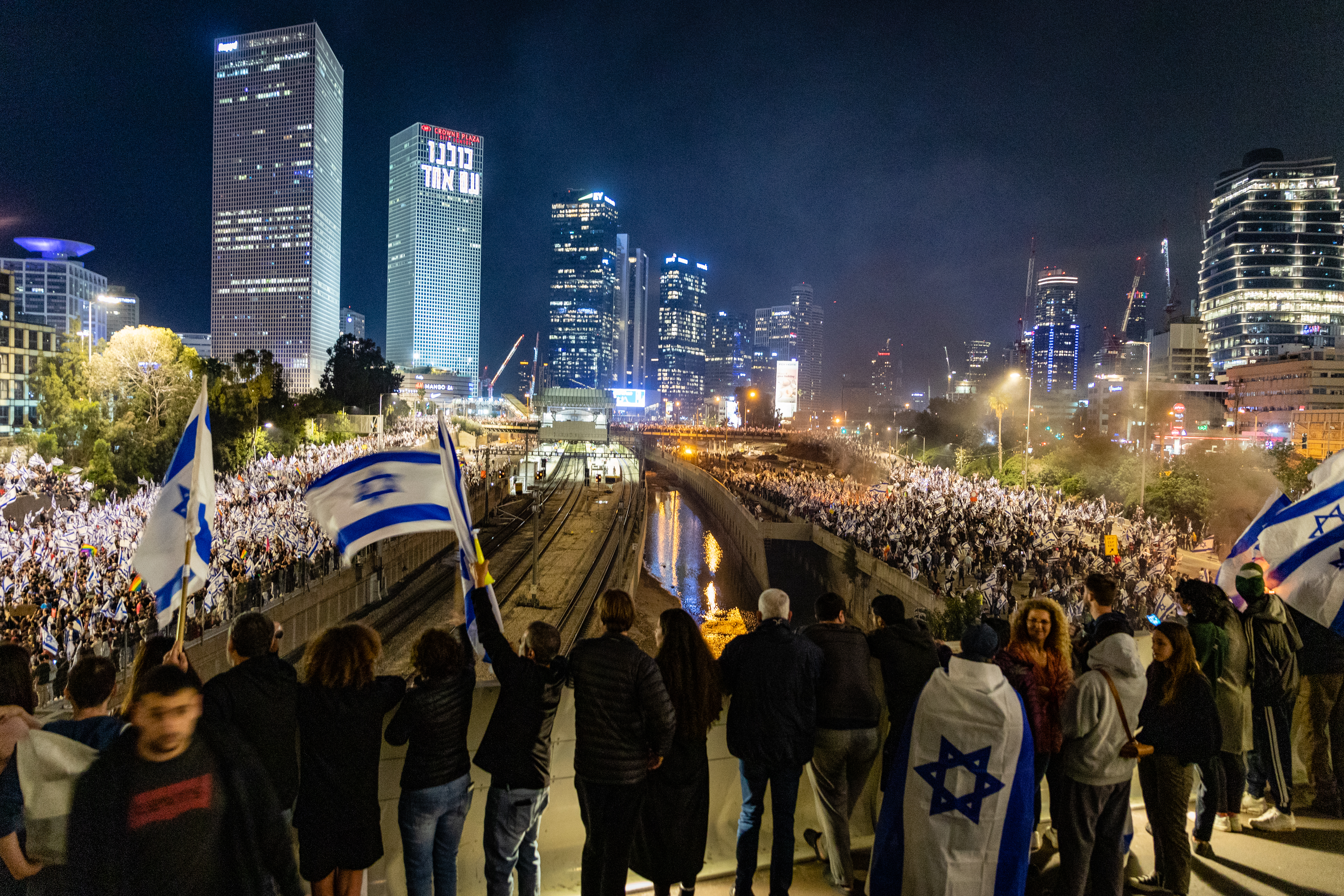
Những người biểu tình đang chặn kín đường cao tốc Ayalon ở Tel Aviv, ngày 26 tháng 3 năm 2023

Để đáp lại với việc Netanyahu đã sa thải Bộ trưởng Quốc phòng Gallant, hàng trăm nghìn người biểu tình đã chặn kín trên khắp các con đường ở hơn 150 địa điểm tại Israel.
Asaf Zamir, Tổng lãnh sự của Israel tại New York, đã từ chức sau khi Bộ trưởng Gallant bị sa thải, ông đã giải thích rằng, hành động của ông là nhằm để "đấu tranh cho lẽ phải và cũng đấu tranh cho các giá trị dân chủ mà ông tin tưởng". Các trường đại học của Israel (ngoại trừ trường Đại học Ariel, nằm ở phía Bờ Tây) đã tuyên bố sẽ tổ chức một cuộc đình công vô thời hạn, bao gồm cả việc ngừng hoạt động cho tất cả các lớp học và nghiên cứu để phản đối hành động của chính phủ. Cả 23 nhà lãnh đạo hội đồng địa phương cũng đã tuyên bố về ý định tuyệt thực trước văn phòng của Thủ tướng, yêu cầu họ nên dừng cuộc đại tu tư pháp.
Những người biểu tình đã cố gắng leo thang và tiến về phía dinh thự của ông Netanyahu. Đã có những báo cáo về việc các hàng rào an ninh của dinh thự đã bị phá vỡ, nhưng ngay sau đó, những vụ báo cáo này nhanh chóng đã bị phía các nhân viên bảo vệ phủ nhận.

#### 27 tháng 3
Tổng thống Israel lúc đó là Isaac Herzog đã kêu gọi Thủ tướng Benjamin Netanyahu nên ngay lập tức dừng quá trình dại tu lập pháp. Ông đã nói rằng, "vì sự đoàn kết của người dân Israel, với trách nhiệm của mình là một tổng thống, tôi kêu gọi các bạn nên dừng cuộc đại tu này ngay lập tức. Tôi kêu gọi tất cả các nhà lãnh đạo đảng trong Knesset, liên minh và phe đối lập là 1, hãy đặt các công dân của quốc gia này lên trên tất cả, và hành xử có trách nhiệm và dũng cảm, chúng ta đã không chậm trễ hơn được nữa".
Chủ tịch liên đoàn lao động Histadrut Arnon Bar-David đã tuyên bố về việc ông sẽ tổ chức một cuộc tổng đình công trên toàn quốc, sau đó lần lượt là các liên đoàn lao động và các tập đoàn lớn cũng đã tuyên bố sẽ tham gia cho cuộc đình công lần này. Các nhà lãnh đạo của cuộc biểu tình từ các ngành và nhà máy công nghệ cao đã tuyên bố rằng, họ sẽ đóng cửa hoàn toàn cho ngành công nghệ của đất nước. Lãnh đạo của công đoàn Sân bay Israel đã chỉ đạo cho các công nhân của sân bay tạm thời phải đóng cửa cho Sân bay Ben Gurion. Hiệp hội Y khoa Israel cũng đã tuyên bố về việc họ sẽ đóng băng cho hệ thống chăm sóc sức khỏe ngay lập tức. Dubi Amitai, chủ tịch của Đoàn Chủ tịch Tổ chức Doanh nghiệp Israel đã nói rằng, cuộc đình công lần này là lần đầu tiên trong lịch sử Nhà nước Israel "khi mà các khu vực kinh doanh, cùng với tổ chức Histadrut lẫn chính quyền địa phương đang cùng hợp lực với nhau để có thể cứu đất nước ra khỏi sự hỗn loạn khủng khiếp". Các đại sứ quán của Israel tại những quốc gia như Hoa Kỳ và Vương quốc Anh cũng đã chính thức đóng cửa trong ngày hôm đó để họ có thể tham gia một cuộc đình công trên toàn cầu từ các nhà ngoại giao về những thay đổi được đề xuất đối với hệ thống tư pháp.
Các cuộc biểu tình vẫn tiếp tục rầm rộ và liên tiếp diễn ra trên khắp Israel vào cuối ngày 27 tháng 3, với cuộc biểu tình lớn nhất đã diễn ra trước toà nhà Knesset. Hơn 100.000 người đã tham gia vào các cuộc biểu tình, yêu cầu chính phủ nên chấm dứt hoàn toàn luật pháp.
Khi các báo cáo dang ngày càng xuất hiện dày đặc hơn, về việc Netanyahu có thể đang trì hoãn về luật tư pháp, phía bên đảng cánh hữu cũng đã kêu gọi những người đang ủng hộ cho công cuộc biểu tình. Sau đó, hàng chục nghìn người đang ủng hộ cải cách đã đến bên phía bên ngoài của Tòa án Tối cao, kêu gọi chính phủ không nên chịu áp lực và cứ tiếp tục tiến hành theo kế hoạch.
Để đối phó với áp lực từ công chúng đang ngày càng gia tăng, Netanyahu đã bị buộc phải đồng ý cho trì hoãn về luật tư pháp trong một tháng tiếp theo. Tuy nhiên, những người biểu tình thì đã tuyên bố rằng, họ sẽ tiếp tục biểu tình chừng nào cho đến khi bộ luật đó được gác lại hoàn toàn và vĩnh viễn. Trong một thỏa thuận với Bộ trưởng An ninh Quốc gia Itamar Ben-Gvir, người đã đe dọa sẽ từ chức nếu đạo luật bị đình chỉ, Netanyahu đã hứa rằng ông sẽ thúc đẩy cho công việc thành lập Lực lượng Vệ binh Quốc gia do Ben-Gvir đứng đầu.

#### 30 tháng 3
Hàng nghìn người dân đã tiếp tục biểu tình tại Tel Aviv để ủng hộ cho công cuộc cải cách. Họ đã được cảnh sát Israel cho phép biểu tình trên Xa lộ Ayalon.

### Tháng 4

#### 1 tháng 4
Các cuộc biểu tình phản đối những thay đổi về tư pháp vẫn tiếp diễn, với từ 165.000 người (theo Channel 12) đến 230.000 người (theo những người tổ chức) đã biểu tình tại thành phố Tel Aviv một lần nữa; hàng nghìn người ở các thành phố như Haifa, Jerusalem, Ra'anana và cả giao lộ Goma; Hàng trăm người cũng đã biểu tình ở các vùng như Galilee, Rehovot, Ness Ziona và tại giao lộ Karmi'el. Tại Haifa, những người biểu tình đã mang cờ Palestine đã bị các lực lượng cảnh sát ngăn không cho tham gia cuộc biểu tình. Hàng trăm người cũng đã ủng hộ những thay đổi tư pháp đã biểu tình ở Tel Aviv và Kfar Saba.

#### 3 tháng 4
Các cuộc biểu tình ủng hộ cải cách đã diễn ra tại bên ngoài khu dinh thự của Tổng thống Herzog. Những người biểu tình đã giơ cao các tấm biển được vẽ bằng tiếng Do Thái ghi rằng "Benjamin Netanyahu, những người dân Israel vẫn đang ở bên cạnh ông".

#### 8 tháng 4

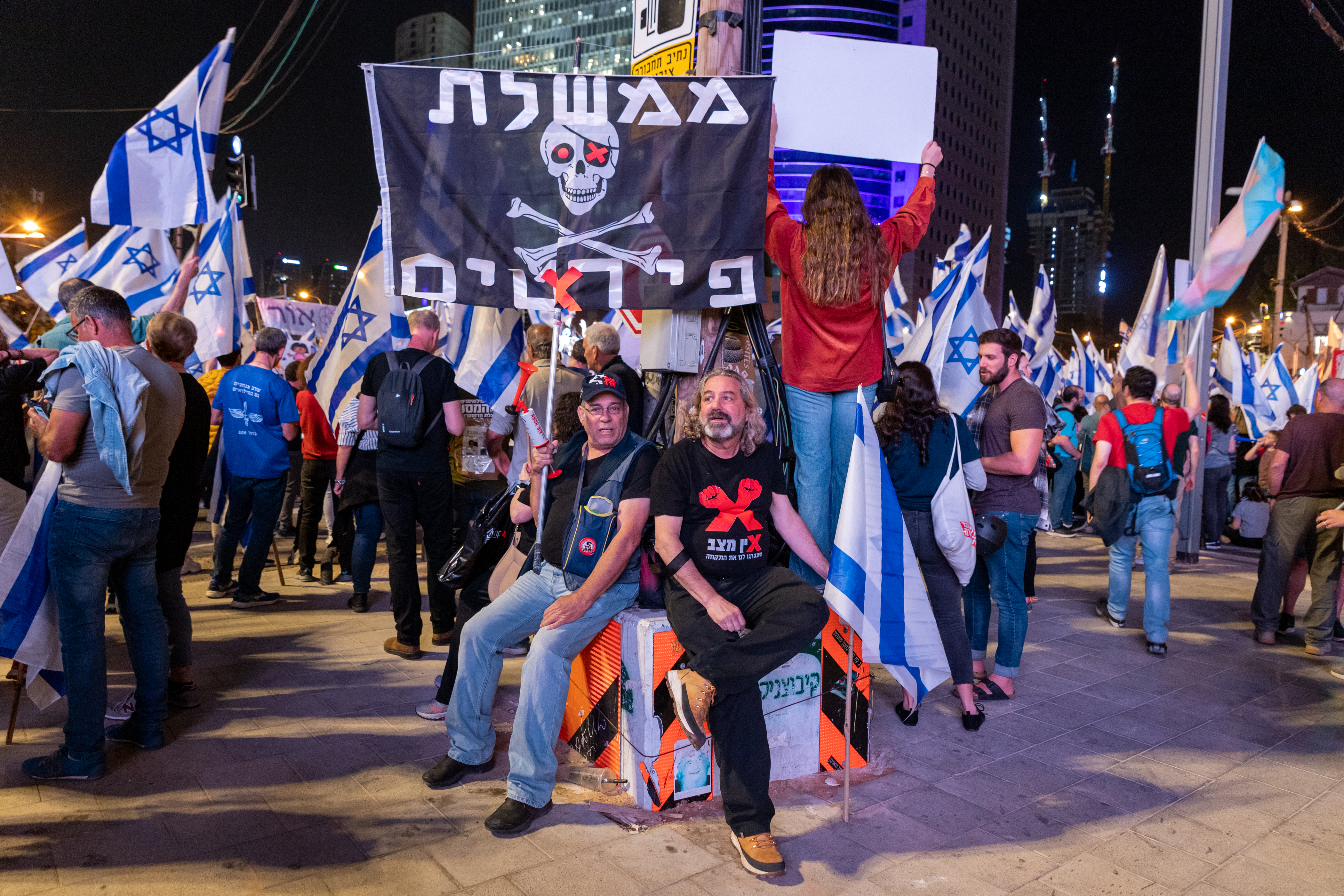
Người biểu tình ở Tel Aviv, 8 tháng 4 năm 2023

Hàng trăm nghìn người đã tham gia các cuộc biểu tình trên toàn đất nước, trong đó có hơn 140.000 người đã biểu tình ở Tel Aviv. Một số các cuộc cuộc biểu tình của người dân đã giơ cao các tấm biểu ngữ có khung hình Thủ tướng Netanyahu như là một pharaoh từ thời Ai Cập cổ đại, với cụm từ "Hãy để dân ta đi", nhằm ám chỉ đến lời cầu xin của Moses với Pharaoh rằng ông nên cho phép những nô lệ người Israel rời khỏi Ai Cập.
Người diễn giả chính trong các cuộc biểu tình ở Tel Aviv chính là cựu Bộ trưởng Quốc phòng Moshe Ya'alon. Ngoài ông ra cũng có các diễn giả khác bao gồm nhà vật lý và cũng là người lãnh đạo cho các cuộc biểu tình gần đây Shikma Bressler Meir Sheetrit, người cũng đã từng là Bộ trưởng tư pháp và là một nhà tài chính hoạt động dưới tay của chính phủ Likud, ông đã phát biểu về tình trạng bên trong của các cuộc biểu tình tại Haifa, cũng như là tình trạng hiện tại của Thiếu tướng Amos Malka, người đã từng là giám đốc tình báo quân đội. Cựu Ngoại trưởng Tzipi Livni cũng đã phát biểu trong một cuộc biểu tình ở Kfar Sava. Các diễn giả khác nhau cũng đã góp mặt trong các cuộc biểu tình vào ngày hôm đó bao gồm cựu giám đốc tình báo Mossad Danny Yatom, nhà lập pháp từ đảng Yisrael Beiteinu Yulia Malinovsky, nhà hoạt động nữ quyền Chính thống cực đoan Tzippy Lavi và cựu nhà lập pháp Tehila Friedman-Nachalon.

#### 10 tháng 4
Sau khi Thủ tướng Netanyahu có bài phát biểu, hàng trăm người dân đã tổ chức một biểu tình để phản đối những thay đổi tư pháp ở Tel Aviv vào buổi tối hôm đó, trong bài phát biểu trên, ông đã phủ nhận mọi trách nhiệm về mình và đổ lỗi cho những người biểu tình và các đảng đối lập khác về các cuộc tấn công khủng bố gần đây và ông cũng nói về sự leo thang quân sự giữa Israel và các nước láng giềng.

#### 12 tháng 4
Hàng trăm người dân đã tổ chức một biểu tình để phản đối những thay đổi tư pháp bên ngoài một khu trung tâm cộng đồng tại Hadera, đây là nơi mà Thủ tướng Netanyahu đã tham dự cho ngày Lễ Vượt Qua. Hàng chục người đã ủng hộ cho ông Netanyahu đã chen vào và tụ tập bên trong một cuộc biểu tình phản đối.

#### 15 tháng 4

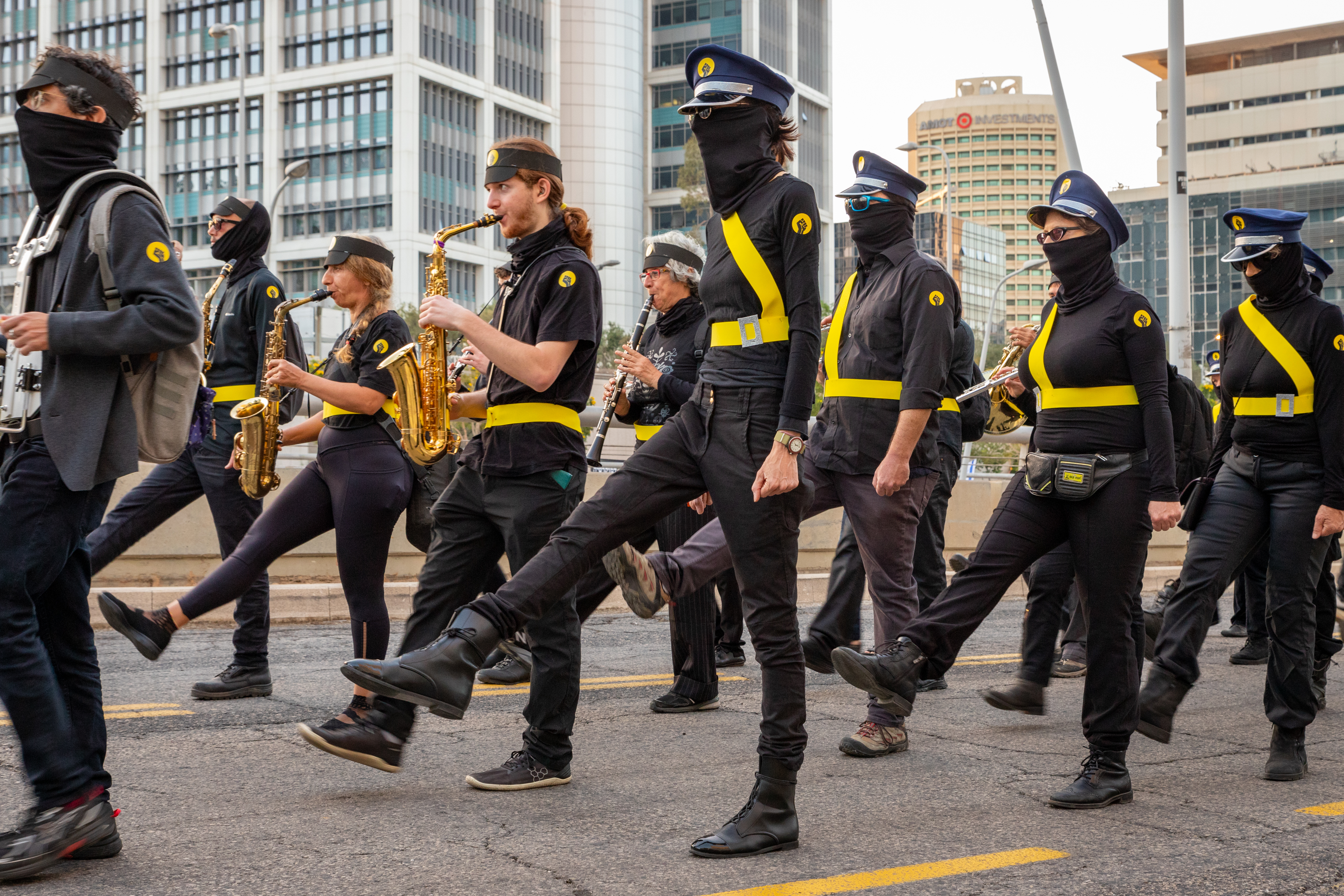
Màn tuần hành "Công ty thịnh nộ của độc tài" tại đường Derech Menachem Begin, Tel Aviv, 15 tháng 4 năm 2023

Hàng trăm nghìn người Israel đã tổ chức một cuộc biểu tình trong tuần thứ 15 liên tiếp để chống lại những thay đổi tư pháp đã được lên kế hoạch trước đó, với các cuộc biểu tình đã liên tiếp diễn ra ở 150 địa điểm khác nhau trên khắp đất nước. Cuộc biểu tình chính ở Tel Aviv đã thu hút khoảng hơn 160.000 người biểu tình và tại Netanya đã thu hút khoảng 24.000 người.
Tổ chức cánh hữu Im Tirtzu đã tổ chức các cuộc phản đối về việc ủng hộ những thay đổi ở 12 địa điểm trên cả nước. Theo tờ báo The Times of Israel đã nói rằng "những sự thay đổi này có thể đã không thu hút được nhiều đám đông và độ ủng hộ cao", trong khi theo Channel 14, các cuộc biểu tình vẫn đang thu hút hàng nghìn người ủng hộ, và theo trang Arutz Sheva, đến giờ cuộc biểu tình đã thu hút hơn hàng chục nghìn người.

#### 19 tháng 4
Khoảng hơn 300 người biểu tình của phe cánh hữu đã tập trung ở bên ngoài ngôi nhà của cựu Chủ tịch Chánh án Tối cao Israel Aharon Barak, bắt đầu tổ chức cuộc biểu tình nhằm để ủng hộ những thay đổi tư pháp được đề xuất.

#### 20 tháng 4
Khoảng hơn 100 vị đại biểu đã tham dự cho Hội nghĩ Phục quốc Do Thái Thế giới năm 2023, diễn ra ở Jerusalem, thủ đô của Israel, bắt đầu tham gia một cuộc biểu tình từ địa điểm tổ chức hội nghị đi đến Trung tâm Chánh án Tối cao Israel nhằm để bày tỏ sự phản đối của họ đối với các đề xuất làm suy yếu ngành tư pháp. Sheila Katz, Giám đốc điều hành của Hội đồng Quốc gia Phụ nữ Do Thái đã cho biết thêm rằng các vị đại biểu đến từ 10 quốc gia đã tham gia cho cuộc biểu tình lần này.
Đáp lại cho cuộc biểu tình từ đảng cánh hữu vào ngày hôm trước bên ngoài nhà của Aharon Barak, hàng nghìn người đã tụ tập tại cùng một vị trí sau đó vào buổi tối để thể hiện sự ủng hộ dành cho ông và phản đối kế hoạch của chính phủ. Barak đã ra ngoài ngôi nhà của mình để gặp đám đông, sau đó họ đã liên tục hô vang câu "cảm ơn" với vị thẩm phán 86 tuổi đã nghỉ hưu.

#### 22 tháng 4

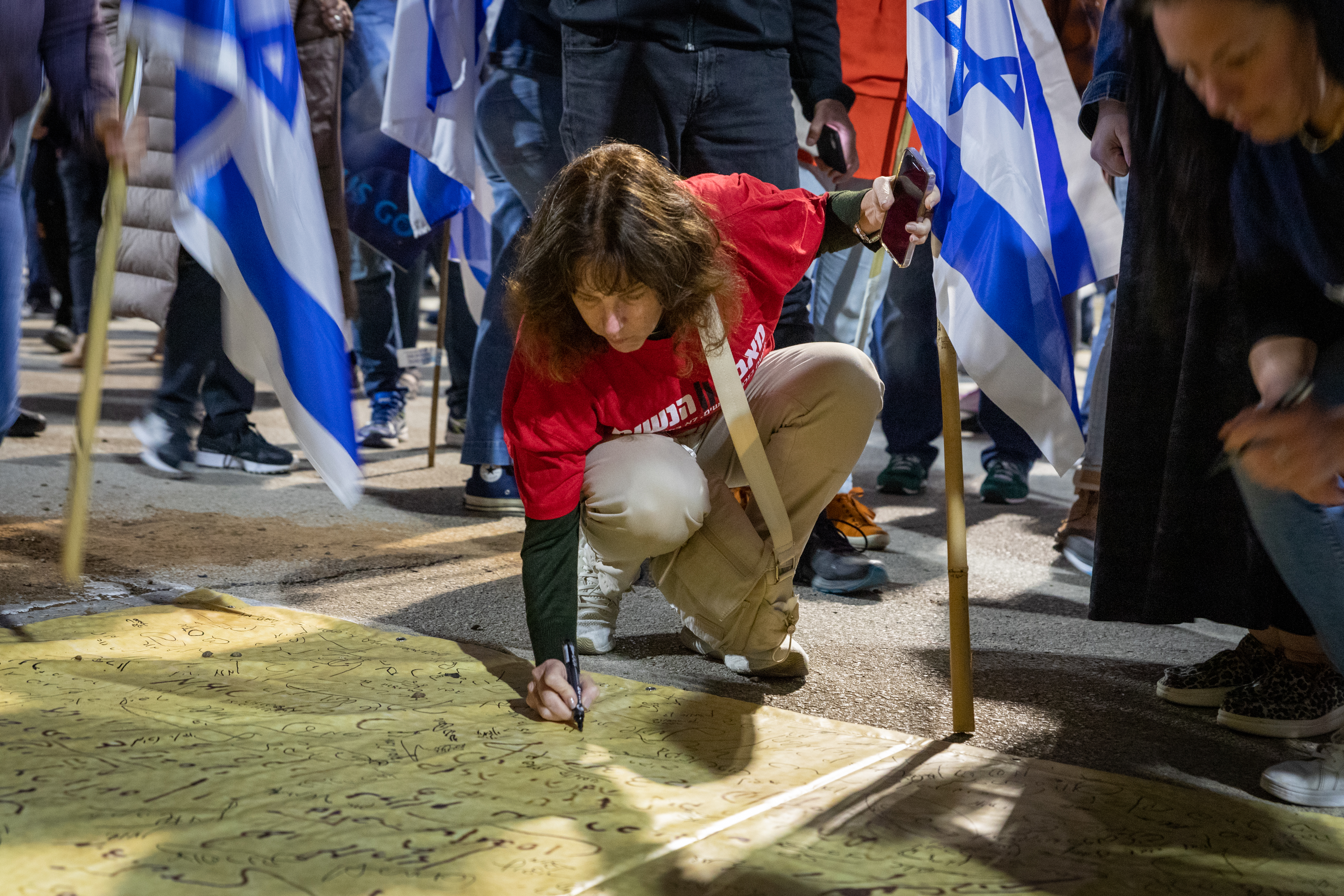
Những người biểu tình tại Ra'anana đang ký vào một bản sao của Tuyên ngôn Độc lập Israel

Vào chiều tối ngày 22 tháng 4, hàng trăm nghìn người Israel đã tổ chức một cuộc biểu tình mới vẫn với mục đích là để phản đối kế hoạch làm suy yếu ngành tư pháp của chính phủ. Cuộc biểu tình chính ở Tel Aviv đã thu hút sự chú ý đông đảo cho người biểu tình khi từ 100.000 người (theo cảnh sát công bố) đến 165.000 người biểu tình (theo ban tổ chức công bố). Các diễn giả tại các cuộc biểu tình tại Tel Aviv trong đó có cả các thành viên trong gia đình tang quyến, cũng như là Sheila Katz, giám đốc điều hành Hội đồng Phụ nữ Do Thái Quốc gia Yuval Diskin, cựu giám đốc dịch vụ an ninh Israel Shin Bet và Abraham Roth (95 tuổi, ông là người sống sót sau cuộc diệt chủng Holocaust). Tại Jerusalem, hàng nghìn người dân đã tập trung và biểu tình trước ngôi nhà của Tổng thống Herzog. Cựu Bộ trưởng Likud Limor Livnat cũng đã phát biểu tại ngôi nhà của ông để chống lại những thay đổi tư pháp.
Hàng nghìn người dân phản đối cũng đã biểu tình ủng hộ cho cuộc cải cách tư pháp tại nhiều giao lộ và khu vực khác nhau; Tại khu vực ngã tư đường Shilot gần lối vào thành phố Modi'in, ngã tư đường Karion ở Kiryat Bialik, trung tâm mua sắm Kfar Ganim tại Petah Tikva, Rosh Ha'Ein, Ashkelon, quảng trường công an tại Hadera, giao lộ Beit Dagan, giao lộ Zikhron Ya'akov ở Beersheba và nhiều khu vực khác trên khắp đất nước. Tại Rosh Ha'Ein, những người biểu tình đã hóa trang thành những nô lệ người Yemen và đang thực hiện hành động với các công cụ lao động nhằm ám chỉ cho sự bóc lột của chính phủ.

#### 23 tháng 4
Vào lúc hoàng hôn, hơn 4.000 người Israel phản đối kế hoạch của chính phủ nhằm làm suy yếu cho hệ thống tư pháp đã tổ chức cuộc biểu tình ở bên ngoài Trung tâm hội nghị Tel Aviv, nơi mà Đại hội đồng Liên đoàn Do Thái Bắc Mỹ đang được tổ chức.

#### 27 tháng 4
Vào buổi chiều ngày 27 tháng 3, cuộc biểu tình lịch sử khi có khoảng hơn 200.000 người (theo tờ The Jerusalem Post, Cơ quan Điện báo Do Thái và ước tính của cảnh sát Jerusalem được trích dẫn bởi tờ The Times of Israel) đã cùng nhau tổ chức một cuộc biểu tình quy mô lớn và họ đã tập trung ở bên ngoài cơ quan Quốc hội Israel nằm tại Jerusalem. Theo trang Arutz Sheva, những người đã tổ chức cuộc biểu tình cho biết, ước tính về số người đã biểu tình là hơn 600.000 người. Các diễn giả sau đó cũng đã góp mặt trong cuộc biểu tình lần này bao gồm Bộ trưởng Tư pháp Yariv Levin, Chủ tịch Ủy ban Hiến pháp và Pháp luật Tư pháp Simcha Rothman, Bộ trưởng bộ Công an Itamar Ben-Gvir và Bộ trưởng bộ Tài chính Bezalel Smotrich.

## Thư viện ảnh

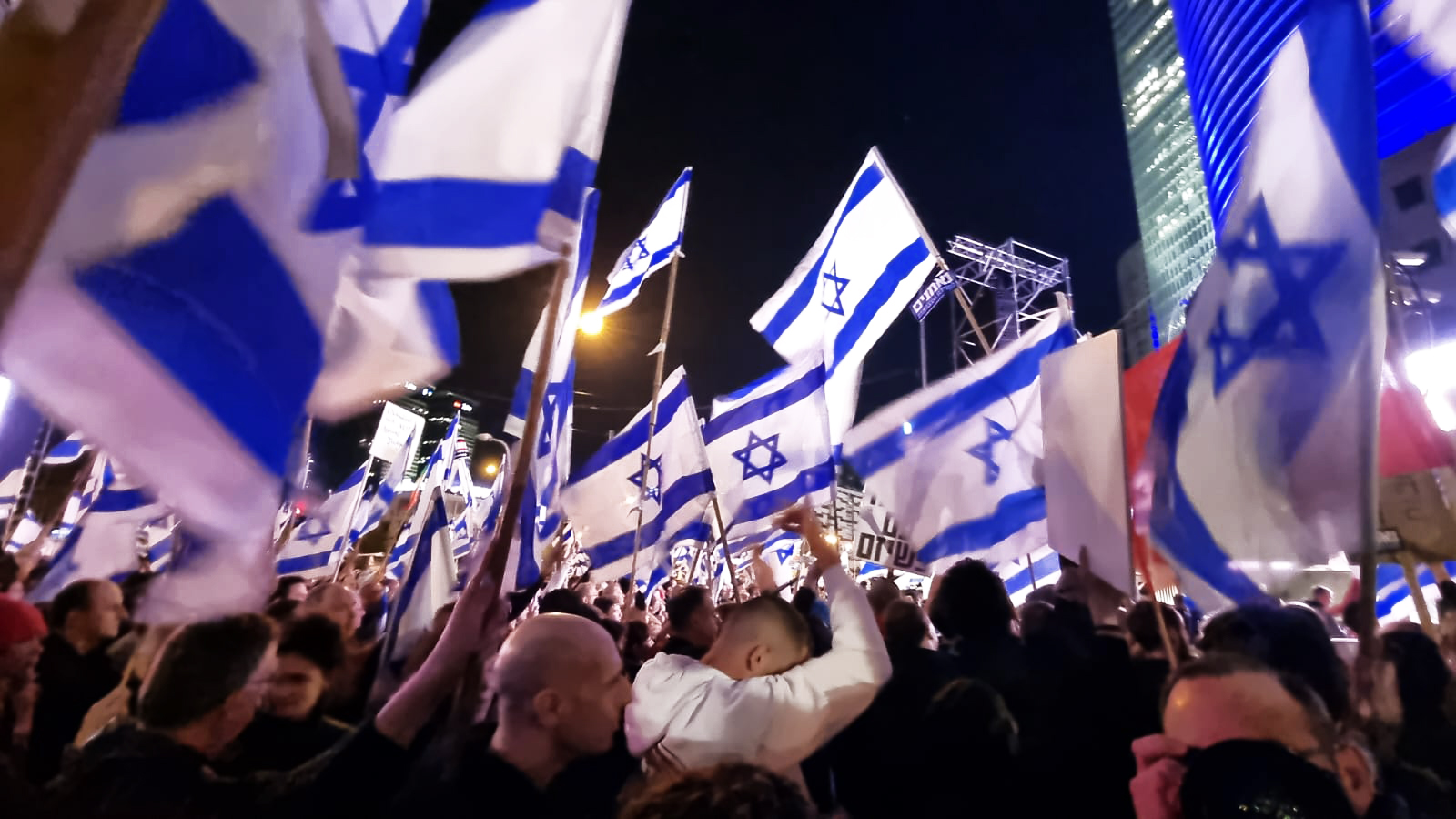
Biểu tình ở Tel Aviv ngày 19 tháng 2
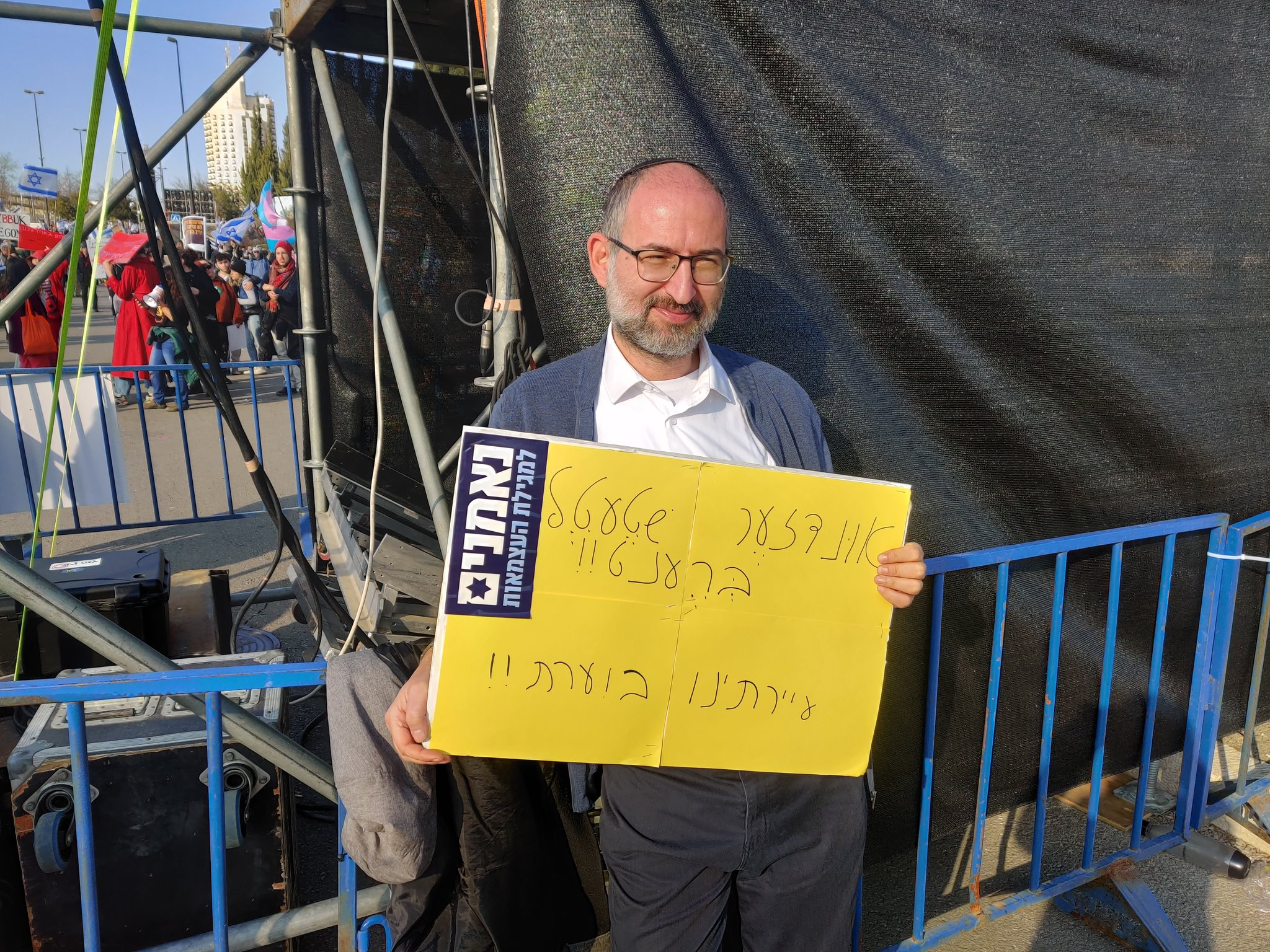
Một người đàn ông mang một tấm biển bằng tiếng Yiddish: "Stetl Brent của chúng tôi!" ngày 13 tháng 2
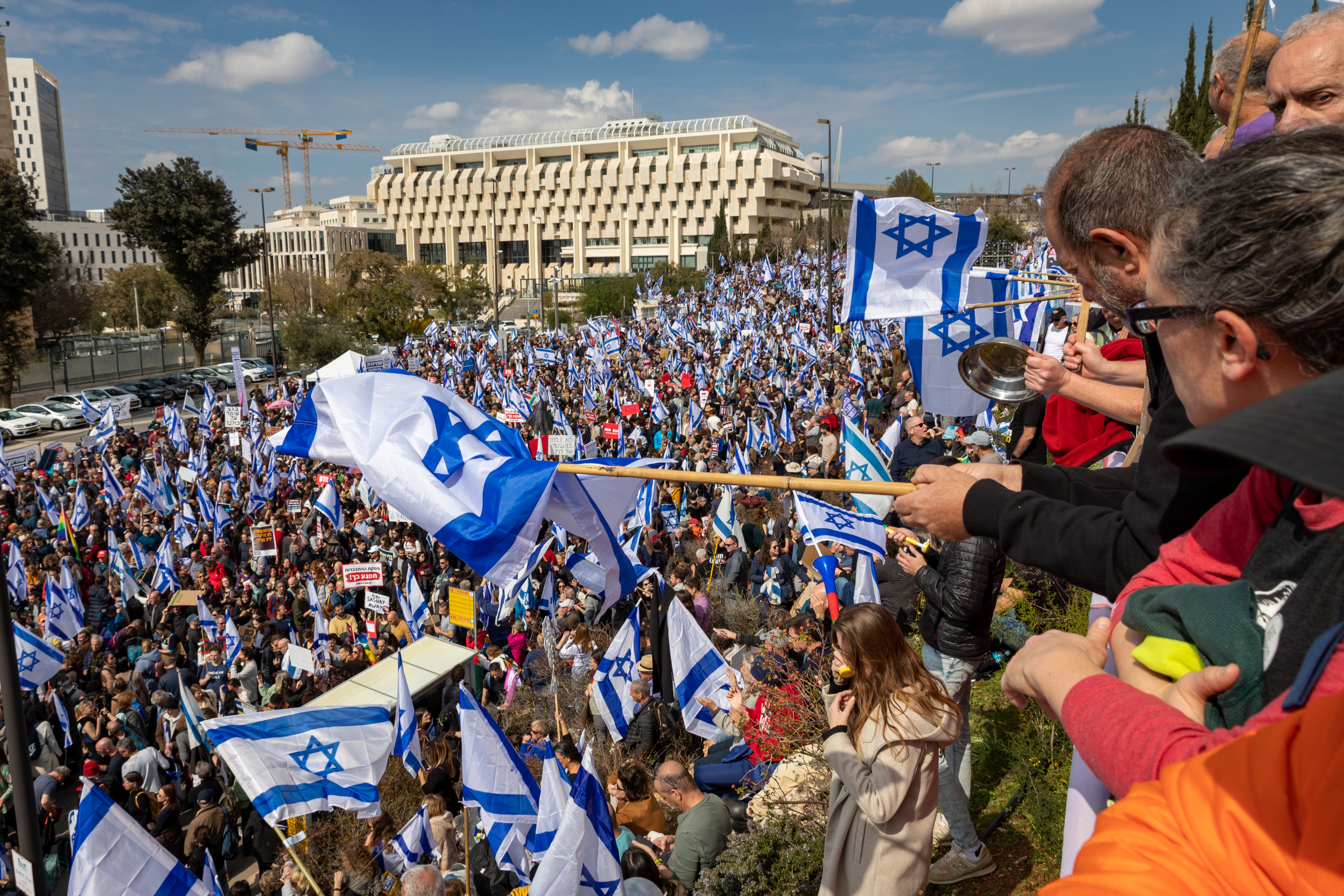
Biểu tình ở Jerusalem ngày 13 tháng 2
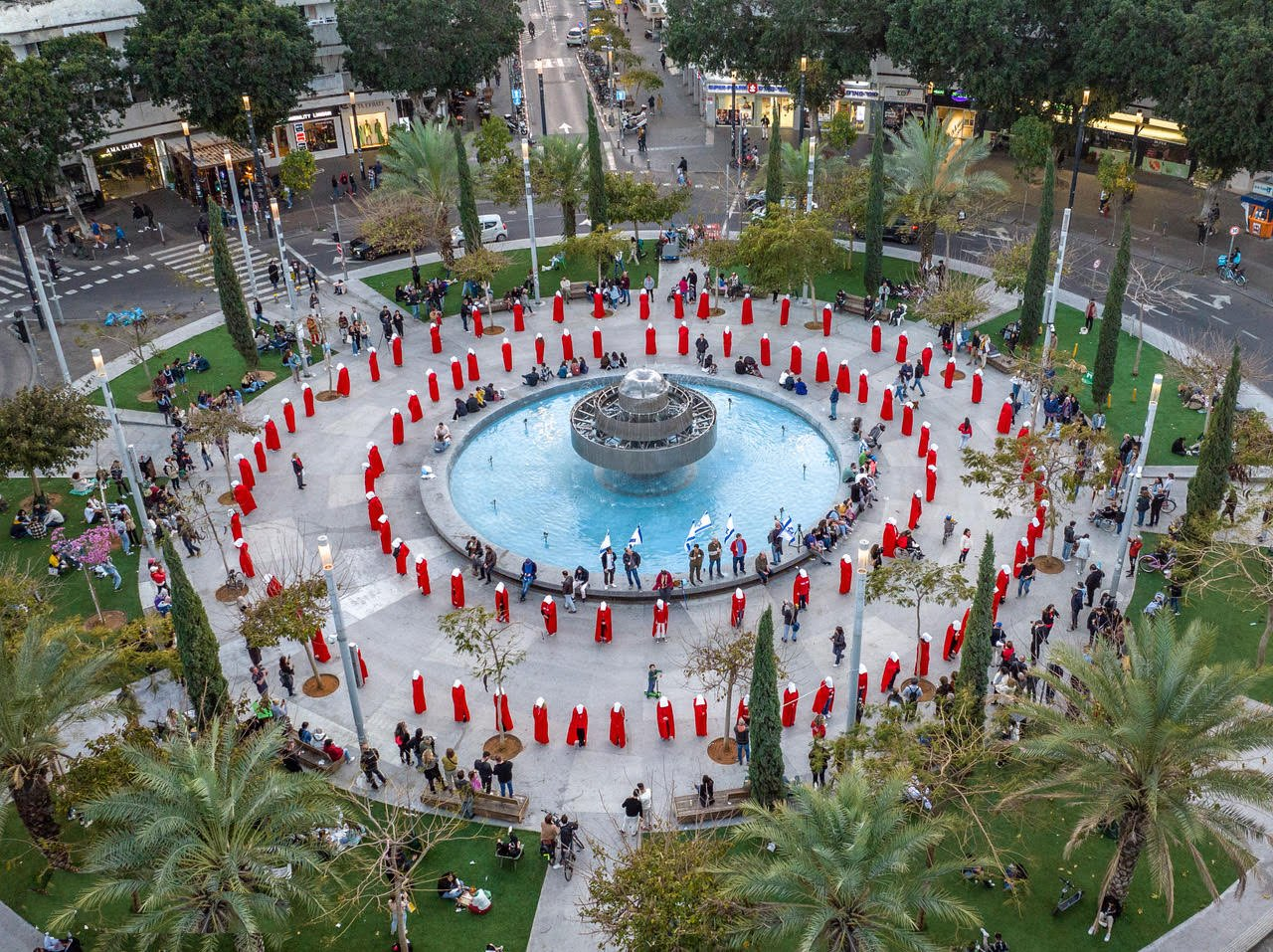
Những người phụ nữ với bộ trang phục trong loạt phim "A Handmaid's Tale", Tel Aviv ngày 13 tháng 2
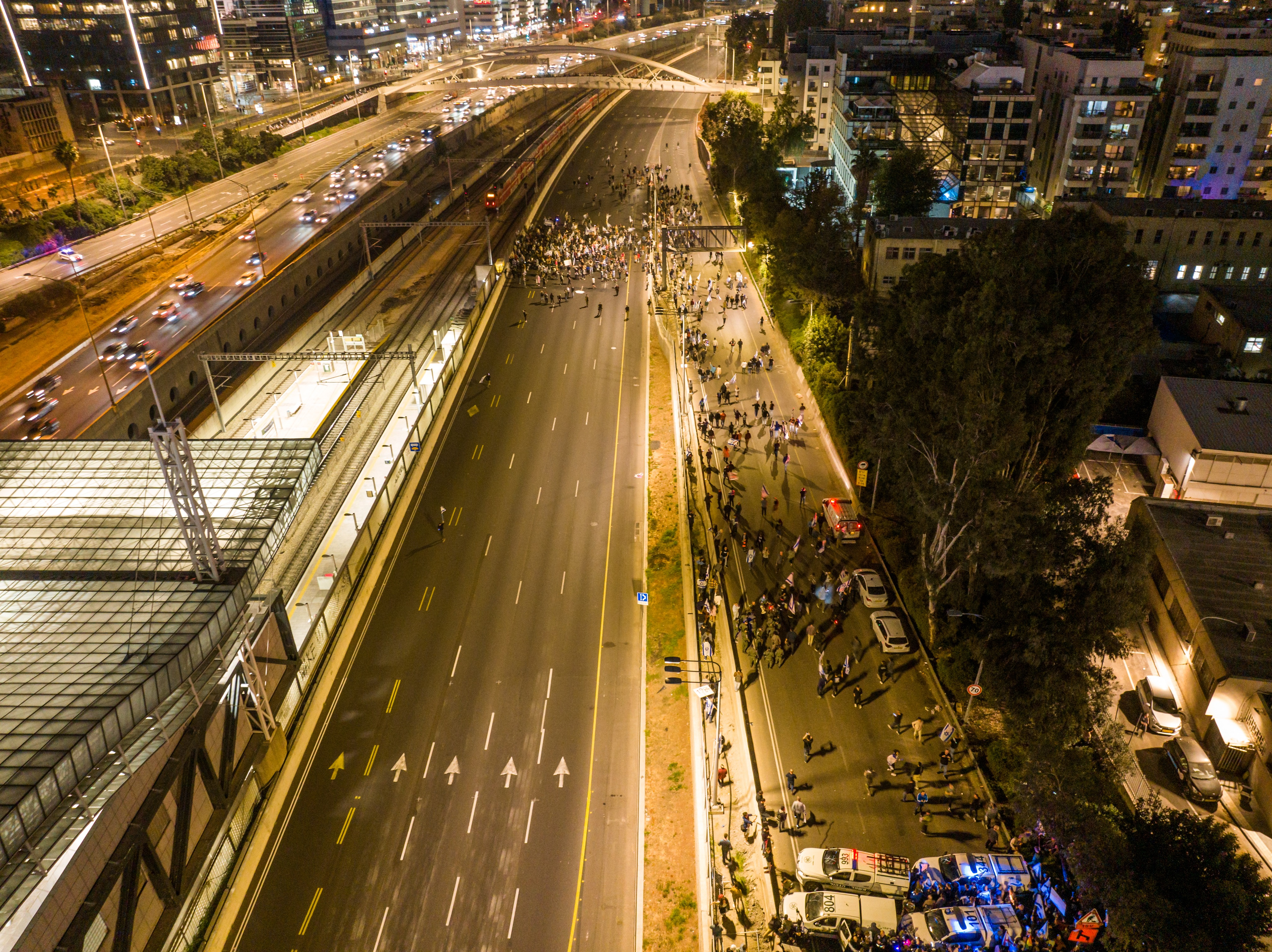
Phong tỏa đường Ayalon Darom, Tel Aviv ngày 4 tháng 3
- Tại lối vào Ayalon Darom
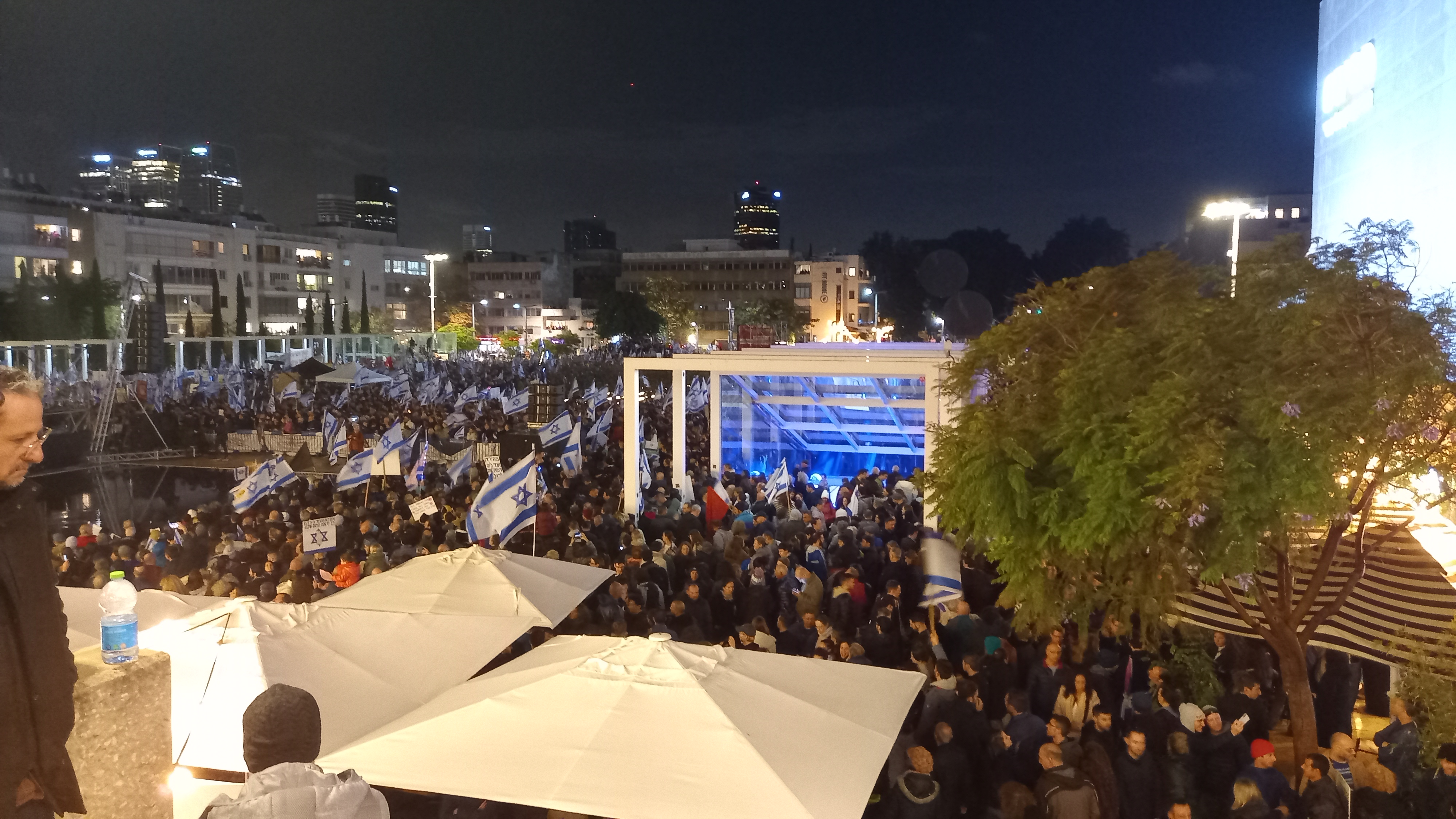
Biểu tình tại Quảng trường Hama ngày 14 tháng 1
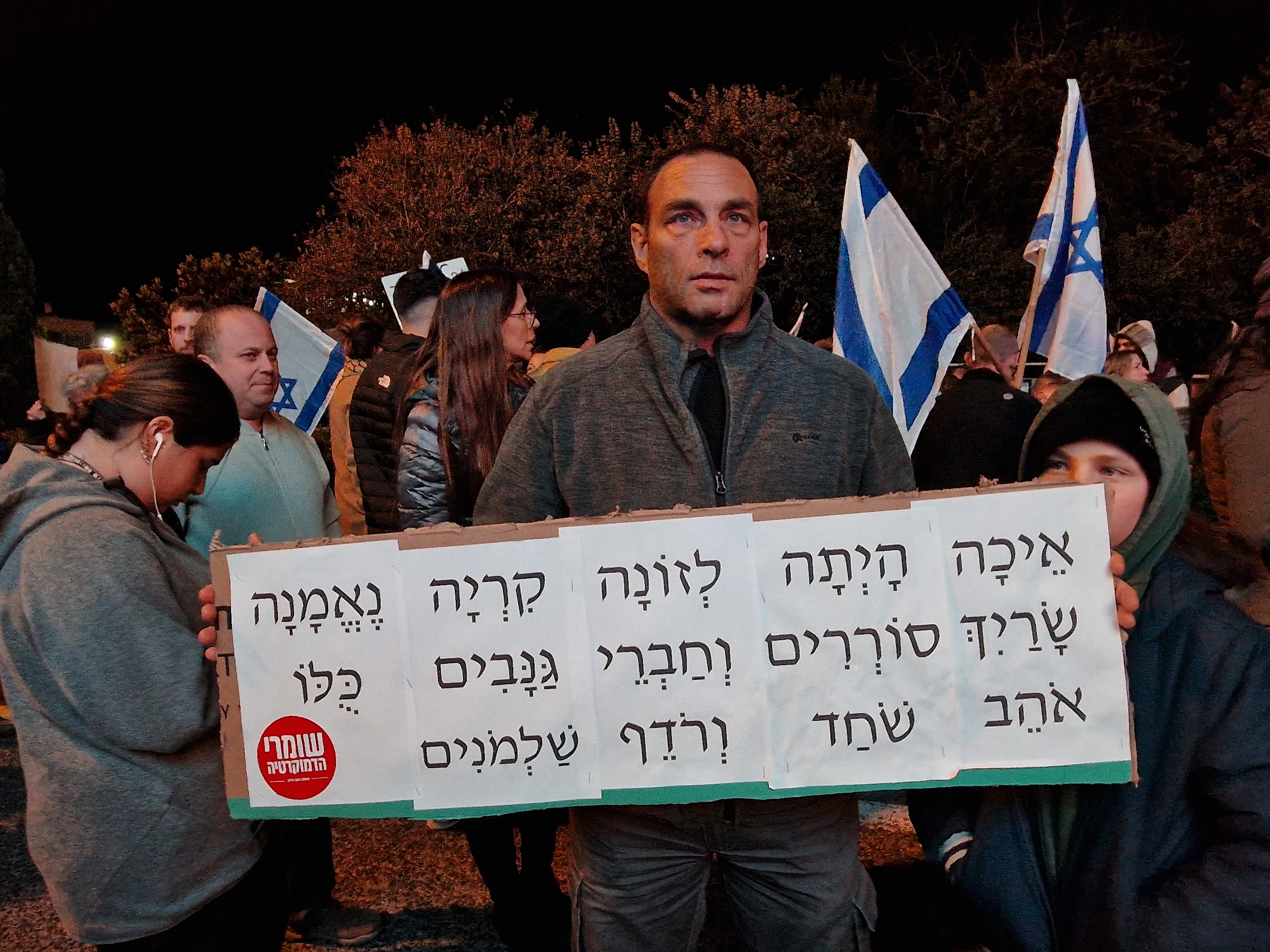
Biểu tình ở Quảng trường Horeb ngày 11 tháng 2
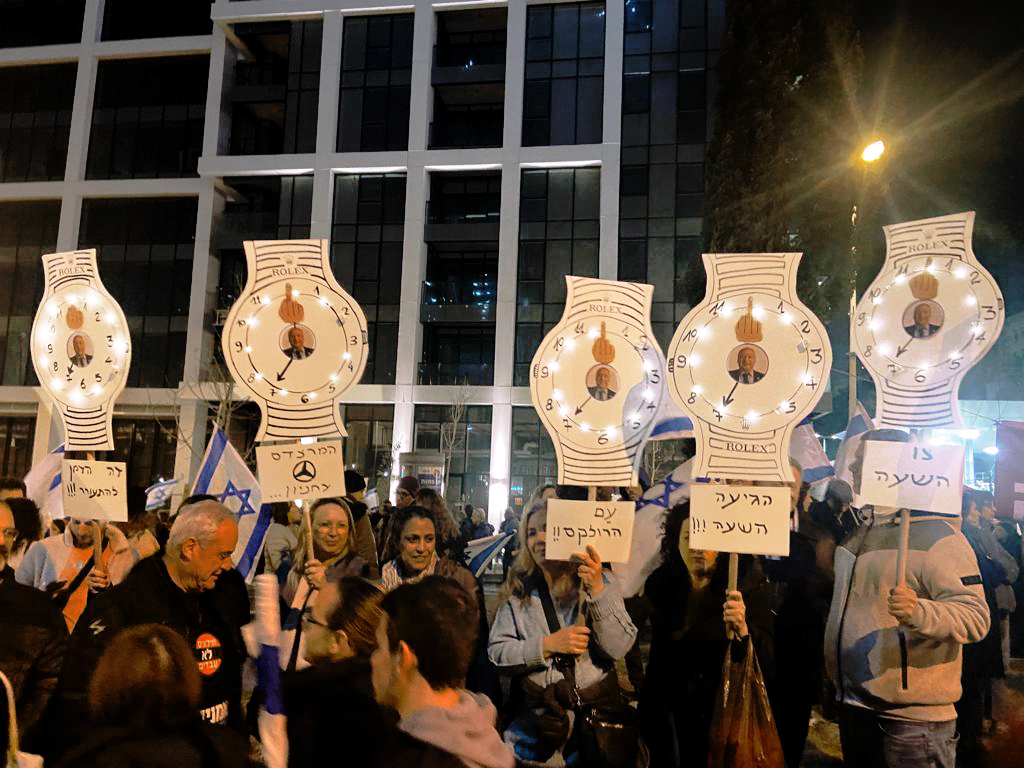
"Cuộc biểu tình Rolex"
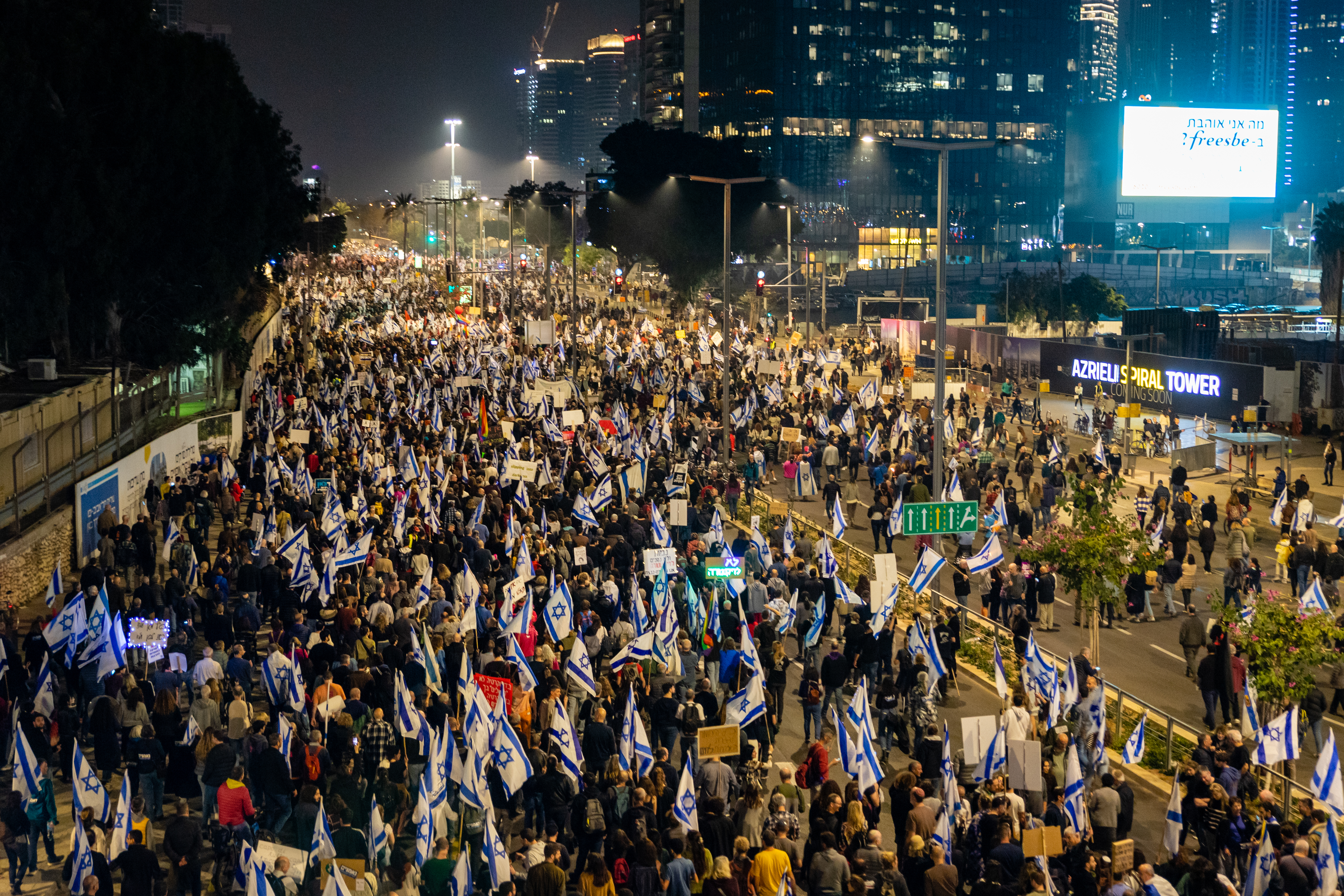
Biểu tình ở Tel Aviv ngày 28 tháng 1

## Tư liệu
- Josh Breiner; Yael Freidson; Adi Hashmonai; Bar Peleg; Ran Shimoni (ngày 15 tháng 1 năm 2023). "'We Are Not Afraid': 80,000 Israelis Protest Extremist Netanyahu Gov't in Tel Aviv" ['Chúng Tôi Không Sợ': 80.000 Người Ở Israel Phản Đối Cực Liệt Chính Phủ Netanyahu Tại Tel Aviv] (bằng tiếng Anh). Haaretz. Truy cập ngày 15 tháng 1 năm 2023.
- Eliav Breuner (ngày 14 tháng 1 năm 2023). "80,000 Israelis protest in Tel Aviv, police turn protestors away" [80.000 người Israel phản đối ở Tel Aviv, cảnh sát đành phải đối phó với những người biểu tình] (bằng tiếng Anh). The Jerusalem Post. ISSN 0792-822X. Truy cập ngày 15 tháng 1 năm 2023.
- Anshel Pfeffer (ngày 15 tháng 1 năm 2023). "The Tel Aviv Protest Was a Success, but It's Only the First Test in a Long Struggle" [Cuộc Biểu tình Ở Tel Aviv Là Một Sự Thành công, Nhưng Đó Chỉ Là Bài kiểm tra Đầu tiên Trong Một Cuộc Đấu tranh Lâu Dài] (bằng tiếng Anh). Haaretz. Truy cập ngày 15 tháng 1 năm 2023.